# All or Nothing (альбом Fat Joe)
All or Nothing — шестой студийный альбом американского рэпера Fat Joe, выпущенный 14 июня 2005 года. Альбом получил относительно положительные отзывы критиков и дебютировал на шестом месте в Billboard 200, продав 106 500 копий за первую неделю. Песни «So Much More» и «Get It Poppin'» были выпущены в качестве синглов.

## Критика и отзывы
Стив «Flash» Хуон из RapReviews счёл, что альбом представляет собой нечто большее, чем два первых сингла, похвалив биты за огненную энергию на протяжении всего трек-листа и выступление Джо за сходство с The Notorious B.I.G. в плане создания как кроссоверных радио-синглов, так и хардкорных бэнгеров, заключив, что:

Fat Joe больше не шутит — на этом альбоме он идет по пути «Все или ничего» и при этом даже дает понять конкурентам на этот щегольской трон, что он не принадлежит 50-м. Думаю, можно с уверенностью сказать, что он удвоил ставку.

Энди Келлман из AllMusic отметил, что это похоже на предыдущие проекты Джо в начале 2000-х годов, и отметил, что работа Cool & Dre не уступает их более известным современникам, заключив, что:
Хотя [Fat] Joe ещё не успел выпустить знаковый альбом, он также не выпустил ни одного провального со времён своего дебюта 1993 годаЭнди Келлман

## Коммерческий успех
Альбом дебютировал на шестом месте в американском чарте Billboard 200, разойдясь тиражом в 106 000 копий за первую неделю. Это был второй дебют Джо в десятке лучших в США. Альбом также дебютировал под вторым номером в чарте Top R&B/Hip-Hop Albums, став четвёртым альбомом Джо, попавшим в десятку лучших в этом чарте. По данным Nielsen SoundScan, на июль 2006 года, альбом был продан тиражом 293 000 копий в США.

## Список композиций
| #  | Название                      | Продюсер(ы)  | Приглашённый исполнитель                    |
| -- | ----------------------------- | ------------ | ------------------------------------------- |
| 1  | «Intro»                       | Scott Storch |                                             |
| 2  | «Does Anybody Know»           | The Runners  |                                             |
| 3  | «Safe 2 Say (The Incredible)» | Just Blaze   | Tony Sunshine, Lil' Kim и Brotha Lynch Hung |
| 4  | «So Much More»                | Cool & Dre   |                                             |
| 5  | «My FoFo» (50 Cent Diss)      | Cool & Dre   |                                             |
| 6  | «Rock Ya Body»                | Cool & Dre   |                                             |
| 7  | «Listen Baby»                 | Swizz Beatz  | Madonna                                     |
| 8  | «Get It Poppin’»              | Scott Storch | Nelly                                       |
| 9  | «Temptation Pt. 1»            | DJ Khaled    |                                             |
| 10 | «Temptation Pt. 2»            | DJ Khaled    |                                             |
| 11 | «Everybody Get Up»            | Timbaland    |                                             |
| 12 | «I Can Do U»                  | Cool & Dre   |                                             |
| 13 | «So Hot»                      | Cool & Dre   | R. Kelly                                    |
| 14 | «Lean Back (Remix)»           | Scott Storch | Lil' Kim                                    |
| 15 | «New York»                    | Cool & Dre   | Ja Rule и Jadakiss                          |
| 16 | «Hold You Down»               | Just Blaze   | Дженнифер Лопес                             |